# Maine
Maine (wym. /ˈmeɪn/ⓘ) – stan w północno-wschodniej części Stanów Zjednoczonych, położony na wybrzeżu Oceanu Atlantyckiego, w regionie Nowej Anglii. W 2013 roku zamieszkany przez 1 328 302 osoby (gęstość zaludnienia wynosiła 16,6 os./km²). Na południowym zachodzie graniczy ze stanem New Hampshire, na północnym zachodzie z kanadyjską prowincją Quebec, a na wschodzie z kanadyjską prowincją Nowy Brunszwik. Najdalej wysunięty na północny wschód stan w Stanach Zjednoczonych i Nowej Anglii. Jest znany ze względu na swoją scenerię – jego wybrzeże jest postrzępione i skaliste, rzeźba terenu wyżynno-górska (Appalachy), niziny jedynie na wybrzeżu; mocno zalesiony; posiada liczne malownicze szlaki wodne zamieszkane przez homary i małże.
Przez tysiące lat obszar dzisiejszego stanu był zamieszkany przez plemiona Penobscot i Passamaquoaddy. Pierwsza europejska osada znajdująca się na terenie stanu Maine została założona przez Francuzów na wyspie Saint Croix – jej założycielem był Pierre du Gua de Mons. Pierwsza angielska kolonia na terenie stanu Maine została założona przez spółkę akcyjną Plymouth Company – nosiła nazwę Popham Colony. W latach 20. XVII w., mimo surowego klimatu, niedostatku wody i żywności oraz konfliktów z tubylcami, wzdłuż wybrzeża powstały kolejne angielskie kolonie.
Do początku XVIII w. przetrwała tylko część tutejszych europejskich osad. Patrioci i lojaliści starli się ze sobą podczas wojny brytyjsko-amerykańskiej i wojny o niepodległość Stanów Zjednoczonych. Maine było częścią stanu Massachusetts do 1820 roku, kiedy to zagłosowano nad oddzieleniem stanu Maine od Massachusetts. W dniu 15 marca 1820 r. Maine został przyjęty do Unii jako 23. stan w ramach kompromisu Missouri. Maine jest 39. pod względem powierzchni i 41. pod względem zaludnienia stanem Stanów Zjednoczonych. W odniesieniu do przestępczości, Maine jest często uważany za najbezpieczniejszy stan w Stanach Zjednoczonych.

## Geografia

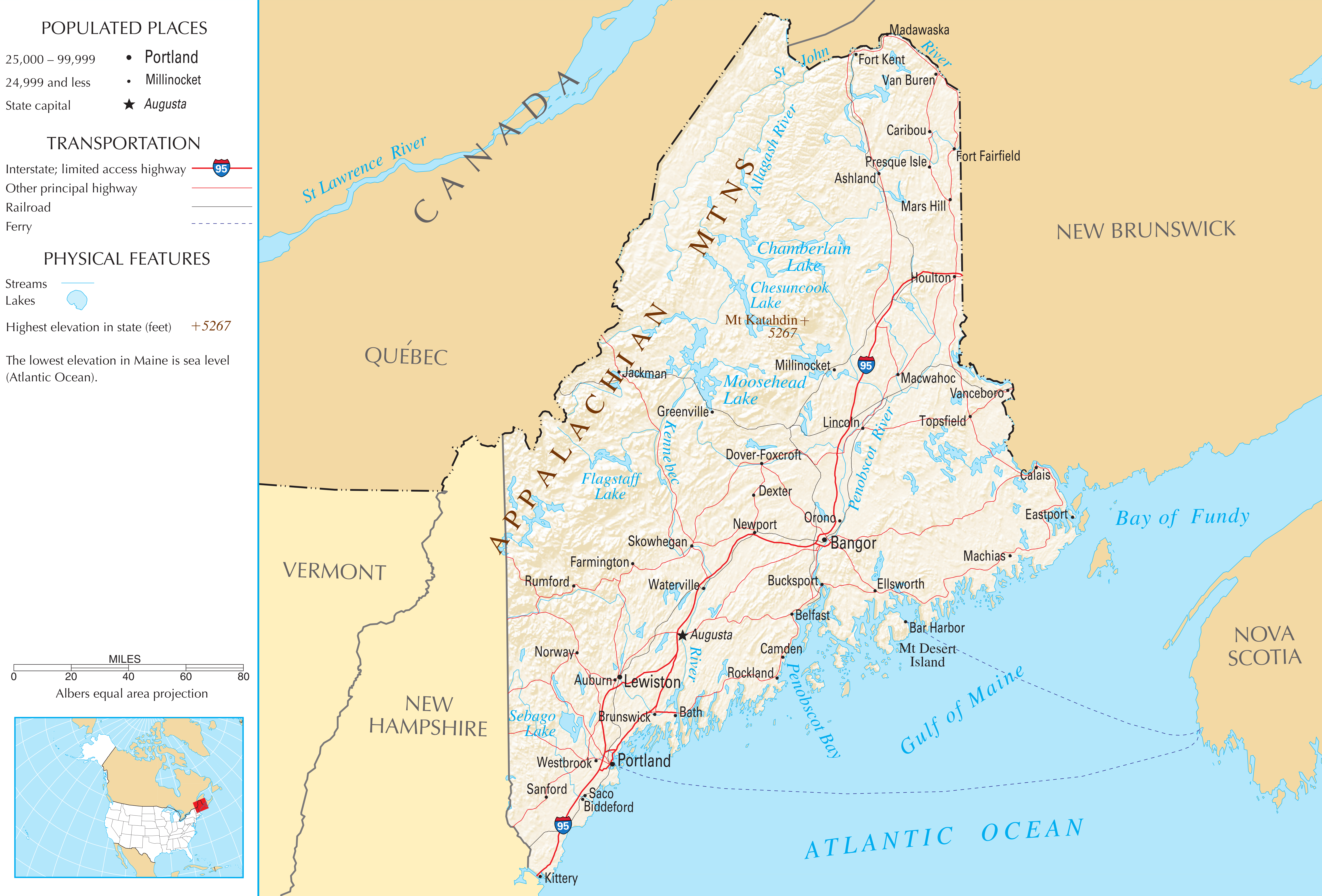
Mapa stanu Maine

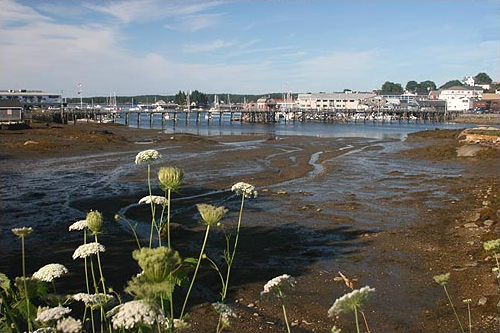
Boothbay Harbor

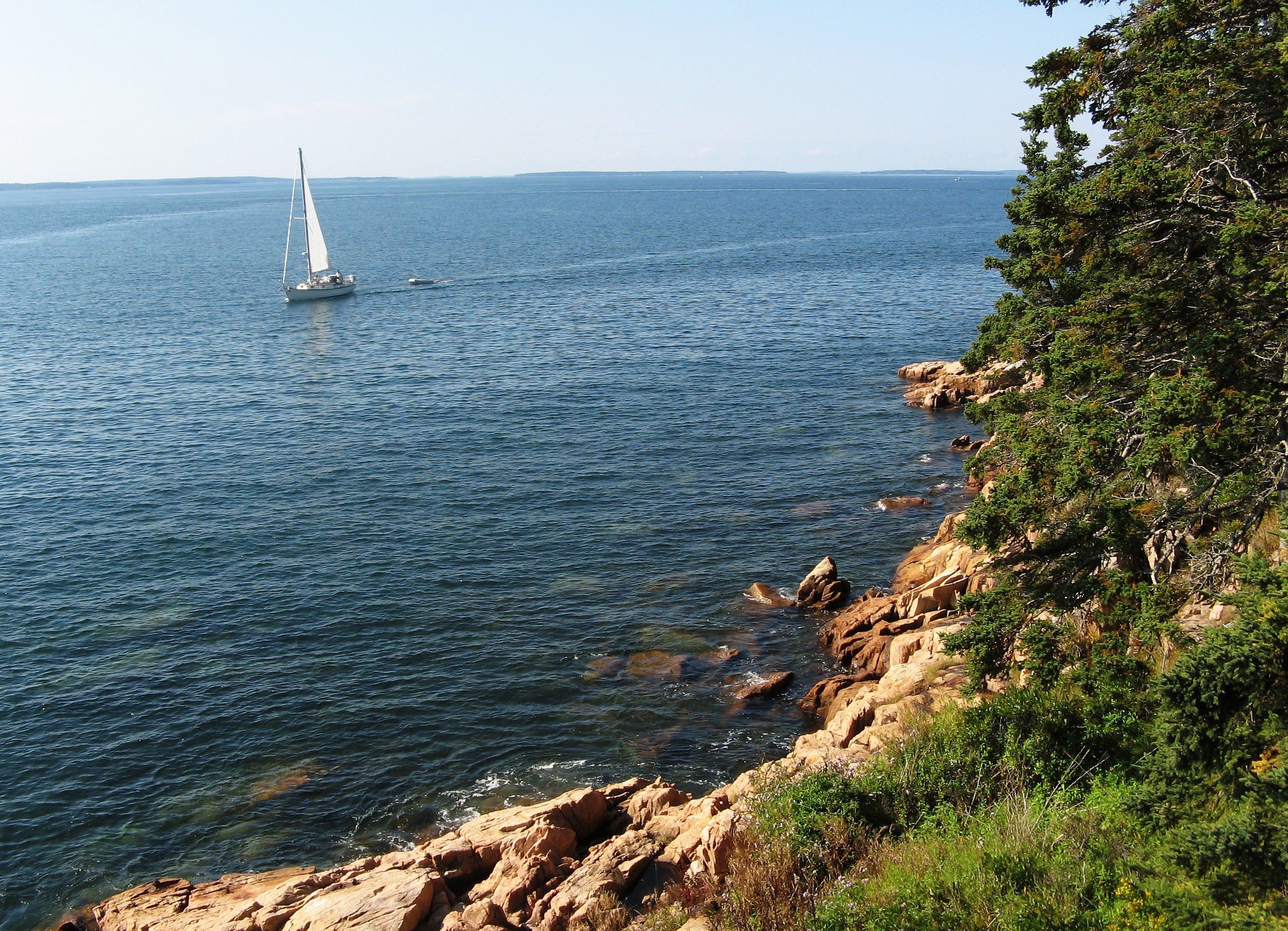
Wybrzeże w stanie Maine w pobliżu Parku Narodowego Acadia

Maine od południa i od wschodu graniczy z Oceanem Atlantyckim, od południowego zachodu graniczy ze stanem New Hampshire, od północy i od północnego zachodu z kanadyjską prowincją Quebec, a na wschodzie z kanadyjską prowincją Nowy Brunszwik. Jest to największy stan w Nowej Anglii – stanowi niemal połowę jej powierzchni. Jest to również jedyny stan, który graniczy tylko z jednym stanem (New Hampshire).
Maine jest najdalej wysuniętym na wschód stanem w Stanach Zjednoczonych – zarówno jego skrajne wschodnie punkty, jak i jego centralna część. Eastport i Lubec to, odpowiednio, najbardziej wysunięte na wschód miasto i gmina w Stanach Zjednoczonych. Estcourt Station to najbardziej wysunięty na północ punkt w stanie Maine i Nowej Anglii.
Jezioro Moosehead to największe pod względem powierzchni jezioro w stanie Maine i największe jezioro położone w całości na terenie Nowej Anglii (jezioro Champlain jest położone na terenie stanów Vermont, Nowy Jork i kanadyjskiej prowincji Quebec). Szereg innych jezior położonych na terenie stanu Maine np. South Twin Lake został opisany przez amerykańskiego pisarza Henry’ego Davida Thoreau. Góra Mount Katahdin stanowi północny koniec szlaku Appalachów, który rozciąga się do szczytu Springer Mountain w stanie Georgia – w przyszłości na górze Mount Katahdin ma znajdować się południowy kraniec szlaku International Appalachian Trail, który ma biec do wyspy Belle Isle położonej w kanadyjskiej prowincji Nowa Fundlandia i Labrador.
Wyspy Machias Seal i North Rock, jedne z najdalej wysuniętych na wschód wysp należących do stanu Maine, to obszary sporne między USA i Kanadą i jedyne, które nie są obszarami wodnymi. W ich pobliżu znajduje się również Old Sow, największy wir w zachodniej półkuli.
Maine to najsłabiej zaludniony stan USA położony na wschód od rzeki Missisipi. Nosi przydomek The Pine Tree State, ponieważ 83% obszaru stanu Maine porastają lasy. Duża część tych terenów to obszary niezagospodarowane, które nie są zarządzane przez lokalne władze. Northwest Aroostook to terytorium niezorganizowane położone w północnej części stanu Maine, jest zamieszkane przez 10 osób, a jego wielkość liczy 6910 km², co oznacza, że na 690 km² przypada jedna osoba.
Obszar stanu Maine znajduje się w biomie lasów mieszanych. Obszar stanu położony w pobliżu południowego i centralnego wybrzeża Atlantyku jest porośnięty dębami. Reszta obszaru stanu, w tym jej północna część o nazwie Maine North Woods, jest porośnięta przez lasy mieszane.
Długość wybrzeża stanu Maine wynosi prawie 400 km. West Quoddy Head Light to najdalej wysunięty na wschód punkt kontynentalnych Stanów Zjednoczonych. Wzdłuż słynnego skalistego wybrzeża stanu Maine znajduje się duża liczba latarń, plaż, wiosek rybackich i około tysiąc wysp, w tym wyspy Isles of Shoals, które znajdują się na granicy stanów New Hampshire-Maine. Tutejsze wybrzeże charakteryzuje się również dużą liczbą klifów i zatok (ang. bays i inlets).
Geolodzy opisują ten typ krajobrazu jako „zatopione wybrzeże” (ang. drowned coast), ponieważ kilka tysięcy lat temu tutejsze wzniesienia zostały zalane przez ocean, którego poziom podniósł się wskutek topnienia lodowców, przez co wzdłuż wybrzeża utworzyły się zatoki i wysepki.
Duża część tutejszej rzeźby terenu powstała podczas zlodowacenia czwartorzędowego. Przykładami form polodowcowych w stanie Maine są fiord Somes Sound i skała Bubble Rock znajdujące się w Parku Narodowym Acadia, w obszarze wyspy Mount Desert Island. Wyrzeźbiony przez lodowce Somes Sound jest uważany za jedyny fiord znajdujący się na wschodnim wybrzeżu Stanów Zjednoczonych – jego głębokość dochodzi do 50 m. Duża głębokość i strome brzegi powodują, że tutejsze statki mogą swobodnie przepłynąć przez całą długość zatoki. Cechy te są korzystne również dla tutejszych producentów łodzi, m.in. dla Hinckley Yachts. Bubble Rock to głaz narzutowy zawieszony na krawędzi góry Bubble Mountain w parku narodowym Acadia. Dzięki zbadaniu granitu znajdującego się w skale, geolodzy dowiedzieli się, że została tu przeniesiona przez lądolód z odległego o 48 km miejsca, w którym obecnie znajduje się miejscowość Lucerne. Przez północną i zachodnią część stanu biegnie szew tektoniczny Japetus, który w przeszłości biegł wzdłuż kontynentu Laurencja oraz wzdłuż południowej i wschodniej granicy mikrokontynentu Awalonia.
Park Narodowy Acadia to jedyny park narodowy leżący na obszarze Nowej Anglii. Jego ochroną zajmuje się biuro National Park Service. Zajmuje się ono ochroną następujących miejsc:
- Park Narodowy Acadia w pobliżu Bar Harbor
- Szlak Appalachów
- Maine Acadian Culture w dolinie rzeki Saint John
- Międzynarodowy Park Roosevelt Campobello w pobliżu Lubec
- wyspa Saint Croix w pobliżu Calais

### Klimat

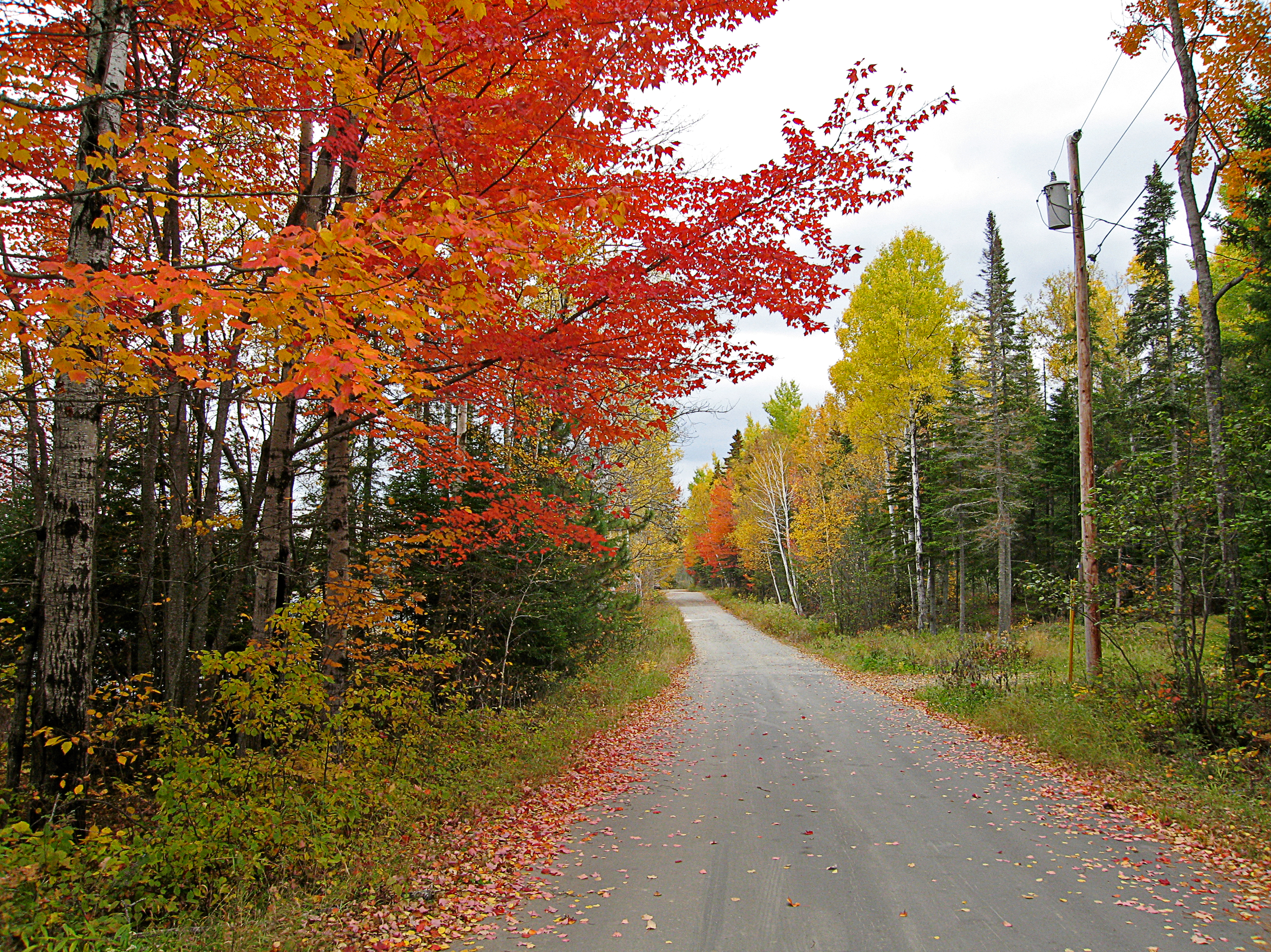
Jesień w Stratton

Maine leży w strefie klimatu kontynentalnego z ciepłym latem (oznaczenie Dfb w klasyfikacji klimatów Köppena), która charakteryzuje się ciepłym (choć z reguły nie gorącym) i wilgotnym latem. Zimy są mroźne i śnieżne na terenie całego stanu, a w szczególności w jego północnej części. Obszar wzdłuż Oceanu Atlantyckiego charakteryzuje się nieco bardziej umiarkowanym klimatem z powodu działania prądów oceanicznych. W lipcu temperatura dzienna waha się w wartościach 24–27 °C, natomiast w nocy temperatura wynosi ok. 15 °C. W styczniu temperatura wynosi 0 °C na południowym wybrzeżu, podczas gdy w północnej części stanu może wynosić nawet –18 °C.
Najwyższa zanotowana na terenie stanu temperatura wynosiła 41 °C – została zanotowana w lipcu 1911 roku w North Bridgton. Średnia liczba dni burzowych występujących na terenie stanu Maine w ciągu roku jest najniższa ze wszystkich stanów położonych na wschód od Gór Skalistych – wynosi ona mniej niż 20 dni. Tornada występujące na terenie stanu to rzadkie zjawiska – są notowane średnio mniej niż dwa razy w ciągu roku, najczęściej występują w południowej części stanu.
Najniższa zanotowana temperatura na terenie stanu (i na terenie Nowej Anglii) wynosiła –46 °C – została zanotowana w styczniu 2009 roku.
Roczna suma opadów waha się od 909 mm w Presque Isle do 1441 mm w Parku Narodowym Acadia.
| Miasto   | Styczeń | Luty   | Marzec | Kwiecień | Maj  | Czerwiec | Lipiec | Sierpień | Wrzesień | Październik | Listopad | Grudzień | Średnia |
| -------- | ------- | ------ | ------ | -------- | ---- | -------- | ------ | -------- | -------- | ----------- | -------- | -------- | ------- |
| Augusta  | -2/-12  | -1/-10 | 5/-4   | 11/1     | 18/7 | 23/12    | 26/15  | 26/14    | 21/10    | 14/3        | 7/-1     | 1/-8     | 12/2    |
| Caribou  | -7/-17  | -5/-16 | 1/-9   | 8/-1     | 17/5 | 22/10    | 24/12  | 23/11    | 17/6     | 10/1        | 2/-4     | -3/-13   | 9/-1    |
| Portland | 0/-11   | 1/-8   | 5/-3   | 11/1     | 17/6 | 2/11     | 26/15  | 25/13    | 20/8     | 14/2        | 8/-1     | 2/-7     | 13/2    |

### Miasta
Na terenie stanu Maine znajdują się 23 miasta (city), w tym 11 o liczbie ludności przekraczającej 10 000 (2022 r.):

- Portland (68 424)
- Lewiston (38 493)
- Bangor (31 588)
- South Portland (27 026)
- Auburn (24 193)
- Biddeford (22 450)
- Sanford (22 266)
- Saco (20 872)
- Westbrook (20 645)
- Augusta (19 066)
- Waterville (15 828)
- Brewer (9666)
- Bath (8805)
- Ellsworth (8732)
- Presque Isle (8678)
- Old Town (7449)
- Caribou (7441)
- Belfast (7041)
- Rockland (7002)
- Gardiner (6106)
- Calais (3116)
- Hallowell (2597)
- Eastport (1299)

## Podział administracyjny

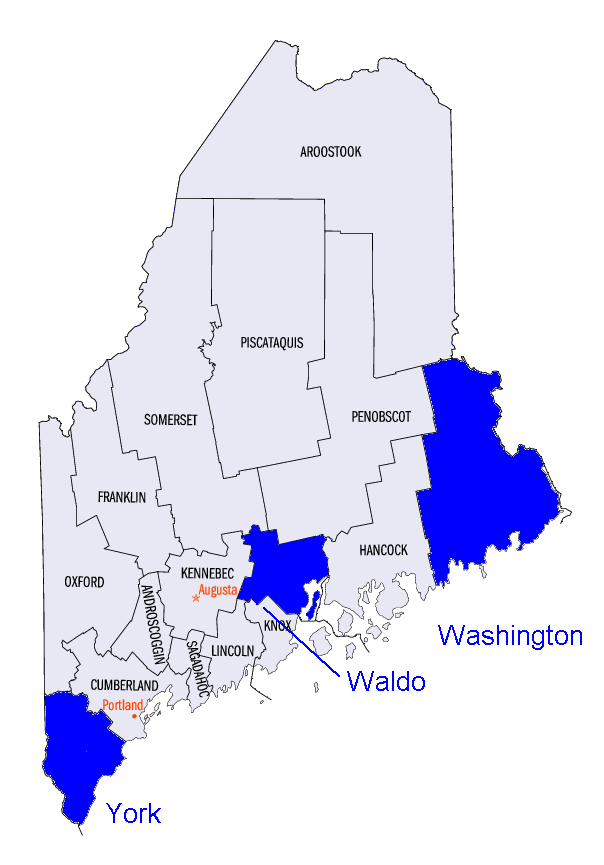
Hrabstwa w stanie Maine

Stan podzielony jest na 16 hrabstw.

## Historia

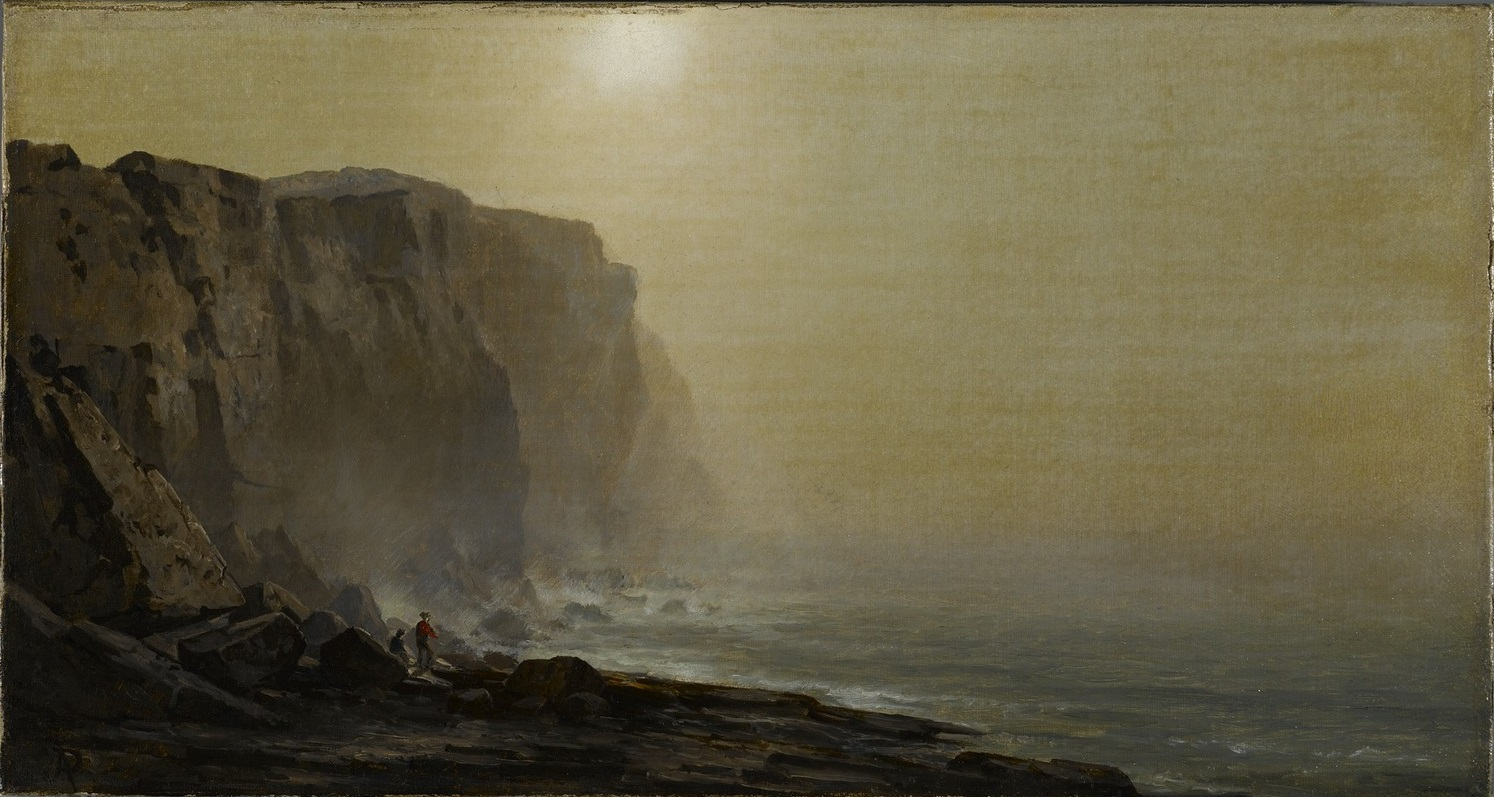
Misty Morning, Coast of Maine Arthur Parton (1842–1914), w latach 1865–1870 obraz ten znajdował się w Brooklyn Museum

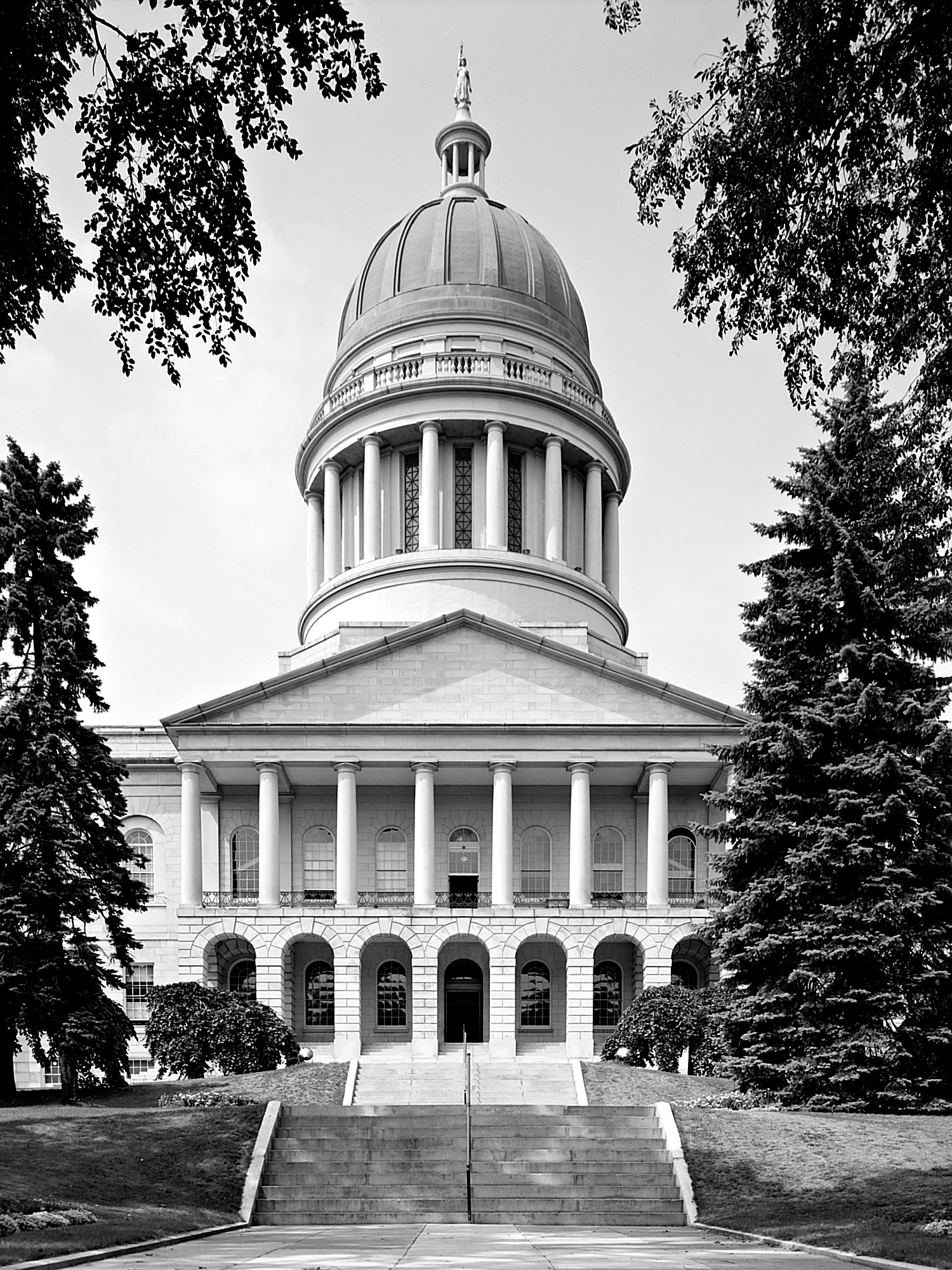
Kapitol stanu Maine, zaprojektowany przez Charlesa Bulfincha, budowany w latach 1829–1832

Pierwotnymi mieszkańcami dzisiejszego stanu Maine były posługujące się językami algonkiańskimi plemiona należące do konfederacji Wabanaki: Abenakowie, Passamaquoddy, Malecite i Penobscot. Pierwsza europejska osada założona na obszarze dzisiejszego stanu Maine znajdowała się na wyspie Saint Croix – została założona przez francuskich podróżników Pierre du Gua de Mons i Samuela de Champlain w 1604 roku. Francuzi nadali tej osadzie oraz obszarowi, na którym obecnie znajduje się stan Maine, nazwę Acadia. Pierwsza angielska osada została założona w 1607 roku przez Plymouth Company (w tym samym roku została założona osada Jamestown). Jej mieszkańcy po 14 miesiącach powrócili do Anglii.
Francuscy jezuici odbyli dwie misje w stanie Maine: w Zatoce Penobscot w 1609 roku i na wyspie Mount Desert Island w 1613 roku. Tego samego roku Claude de Saint-Étienne de la Tour założył osadę Castine. W 1625 roku Claude de Saint-Étienne de la Tour wzniósł Fort Pentagouet w celu ochrony osady. Zachodnia część stanu Maine leżąca wzdłuż wybrzeża w 1622 roku zyskała miano prowincji Maine. Wschodnia część stanu Maine położona na północ od rzeki Kennebec była słabiej zaludniona od jego zachodniej części, dlatego nosiła nazwę „Terytorium Sagadahock”. Druga osada założona na obszarze stanu Maine została założona w 1623 roku przez angielskiego odkrywcę Christophera Levetta, gdzie obecnie znajduje się miejscowość York. Zgodę na jej powstanie Levett dostał od Karola I Stuarta, który przyznał mu 6000 akrów (24 km²) ziem. Wkrótce ta osada również została opuszczona.
Centralna część stanu Maine przed przybyciem Europejczyków była zamieszkana przez plemię Androscoggin, znane również pod nazwą „Arosaguntacook”. Plemię Androscoggin należy do federacji Abenaków. Zostało stąd wypędzone podczas wojny króla Wilhelma w 1690 roku, a następnie przesiedlone do osady St. Francis, która została zniszczona przez kompanię Rogers' Rangers w 1759 roku (obecnie znajduje się tu rezerwat Indian Odanak). Pozostałe plemiona należące do federacji Abenaki doznały kilku dotkliwych klęsk, m.in. podczas wojny Dummera (zdobycie indiańskiej wioski Norridgewock w 1724 roku) i klęski plemienia Pequawket w 1725 roku, która była powodem znacznego zmniejszenia się jego populacji. Plemiona te ostatecznie przeniosły się do Bécancour i Sillery w Kanadzie, a następnie do St. Francis, wraz z innymi plemionami z południa.
Prowincja Maine oraz graniczące z nią obszary w 1652 roku stały się częścią angielskiej kolonii Massachusetts Bay Colony. Maine w XVII oraz na początku XVIII wieku był miejscem wielu bitew, w których uczestniczyli angielscy i francuscy żołnierze oraz sojusznicze plemiona. W 1692 roku plemiona Abenaki odbyły najazd na York, przy czym zamordowały ok. 100 angielskich osadników oraz wzięły 80 zakładników. Abenaki brały zakładników również podczas wojny królowej Anny na początku XVIII w., a następnie transportowały ich do Kahnawake, katolickiej wioski zamieszkanej przez Mohawków.
Po wygranej Brytyjczyków nad Francuzami w latach 40. XVIII w. obszar położony na wschód od rzeki Penobscot został przyłączony do prowincji Nowa Szkocja, wraz z dzisiejszą prowincją Nowy Brunszwik – tereny te tworzyły ówczesne hrabstwo Sunbury posiadające swoją siedzibę w Campobello. Amerykańskie i brytyjskie siły walczyły o terytorium Maine podczas wojny brytyjsko-amerykańskiej i wojny o niepodległość Stanów Zjednoczonych – w obu konfliktach wschodnia część stanu Maine była zajmowana przez siły brytyjskie. Wojny te zakończyły się podpisaniem traktatu dotyczącego przynależności stanu Maine do Brytyjskiej Ameryki Północnej. Po uformowaniu Stanów Zjednoczonych terytorium stanu Maine zostało zatwierdzone jako część stanu Massachusetts. W 1842 roku na mocy Traktatu Webstera-Ashburtona została uformowana granica między stanem Maine a prowincją Nowy Brunszwik.
Maine fizycznie był oddzielony od reszty stanu Massachusetts. Wieloletnie spory między mieszkańcami Maine i Massachusetts doprowadziły w 1807 roku do głosowania w Zgromadzeniu stanu Massachusetts, dotyczącego secesji stanu Maine – głosowanie to jednak nie powiodło się. Nastroje separatystyczne w Maine zostały jeszcze bardziej podsycone podczas wojny brytyjsko-amerykańskiej, kiedy probrytyjscy kupcy zamieszkujący Massachusetts byli przeciwni wojnie i nie pomogli Maine w obronie przed brytyjskimi najeźdźcami. W 1819 roku Massachusetts pozwolił na secesję Maine, jeśli jego mieszkańcy będą jej chcieli. Ze względu na te rozważania i gwałtowny wzrost liczby ludności, w 1820 roku Maine przegłosował secesję od Massachusetts. Secesja i przyjęcie stanu Maine do Unii jako 23. stan nastąpiło 15 marca 1820 roku w ramach kompromisu Missouri, którego celem było również zaprzestanie rozprzestrzeniania się niewolnictwa oraz przyznanie stanowi Missouri statusu niewolniczego i przyjęcie go do Unii.
Pierwszą stolicą stanu Maine był Portland, jego największe miasto. W 1832 roku jego stolicą zostało miasto Augusta, ponieważ władze stanu chciały, aby jego siedziba znajdowała się w jego centrum. Mimo to siedziba Sądu Najwyższego Maine nadal znajduje się w Portland.
20th Maine Volunteer Infantry Regiment, pułk będący pod dowództwem pułkownika Joshua Chamberlaina bronił wzgórza Little Round Top w bitwie pod Gettysburgiem – jego wojska uchroniły Armię Unii przed otoczeniem przez Armię Konfederacji.
W latach 1851–1934 w stanie Maine obowiązywał zakaz produkcji alkoholu.
Cztery okręty należące do floty zostały nazwane „USS Maine” na cześć tego stanu.

### Etymologia
Nie ma ostatecznego wyjaśnienia pochodzenia nazwy „Maine”. W 2001 roku Legislatura Maine przyjęła uchwałę ustanawiającą Dzień Francusko-Amerykański, jednocześnie stwierdzając, że stan został nazwany na cześć francuskiej prowincji Maine. Inne teorie wzmiankują wcześniejsze miejsca o podobnych nazwach lub odnoszą się do nazw związanych z obszarami morskimi.
Pierwszy znany zapis tej nazwy pojawił się 10 sierpnia 1622 roku, kiedy weterani angielskiej Royal Navy Ferdinando Gorges i John Mason otrzymali duże połacie dzisiejszego stanu Maine, a następnie postanowili nadać mu nazwę „Province of Maine”. John Mason służył w marynarce wojennej Royal Navy na wyspie Mainland w archipelagu Orkadów – prawdopodobnie od tej nazwy pochodzi nazwa stanu Maine. W 1623 roku Christopher Levett podczas eksploracji wybrzeża Nowej Anglii napisał: „Pierwsze miejsce w Nowej Anglii, na którym postawiłem stopę, była wyspa Isle of Shoals, usytuowana na morzu, około dwie ligi od Mayne”. Początkowo niektóre obszary leżące wzdłuż wybrzeża Nowej Anglii były nazywane Main lub Maine. Oficjalnie nazwa została nadana w 1665 roku, kiedy ustalono, że nazwa „Province of Maine” zostanie umieszczona w oficjalnych dokumentach. Maine to jedyny stan, którego nazwa składa się tylko z jednej sylaby i który graniczy tylko z jednym stanem.

### Propozycje secesji
Politycy z Hrabstwa Aroostook zaproponowali jego wydzielenie z Maine jako nowego stanu w latach 90. XX wieku. W 2005 sprawa została ponowiona przed legislaturą stanową. Proponowane nazwy dla tego stanu to Aroostook, Acadia i Maine (w tym ostatnim przypadku, reszta stanu byłaby przemianowana na Północne Massachusetts).
Henry Joy po obejrzeniu raportu grupy „Restore: North Woods”, stwierdził, że ekolodzy mają plany przejęcia kontroli nad 10 milionami akrów (40 000 km²) w północnym Maine i pragnąc zachowania naturalnego stanu przyrody, zamierzają siłą przesiedlić mieszkańców tego regionu. W związku z tym zaproponował podział stanu na części północną (Maine) i południową (Północne Massachusetts).

## Demografia
| Dane historyczne                        | Dane historyczne | Dane historyczne |
| Rok                                     | Ludność          | Zm., %           |
| --------------------------------------- | ---------------- | ---------------- |
| 1790                                    | 96 540           | –                |
| 1800                                    | 151 719          | 57,2%            |
| 1810                                    | 228 705          | 50,7%            |
| 1820                                    | 298 335          | 30,4%            |
| 1830                                    | 399 455          | 33,9%            |
| 1840                                    | 501 793          | 25,6%            |
| 1850                                    | 583 169          | 16,2%            |
| 1860                                    | 628 279          | 7,7%             |
| 1870                                    | 626 915          | −0,2%            |
| 1880                                    | 648 936          | 3,5%             |
| 1890                                    | 661 086          | 1,9%             |
| 1900                                    | 694 466          | 5%               |
| 1910                                    | 742 371          | 6,9%             |
| 1920                                    | 768 014          | 3,5%             |
| 1930                                    | 797 423          | 3,8%             |
| 1940                                    | 847 226          | 6,2%             |
| 1950                                    | 913 774          | 7,9%             |
| 1960                                    | 969 265          | 6,1%             |
| 1970                                    | 992 048          | 2,4%             |
| 1980                                    | 1 124 660        | 13,4%            |
| 1990                                    | 1 227 928        | 9,2%             |
| 2000                                    | 1 274 923        | 3,8%             |
| 2010                                    | 1 328 361        | 4,2%             |
| 2013                                    | 1 328 302        | −0%              |
| Powyższe dane nie mają podanego źródła! |                  |                  |

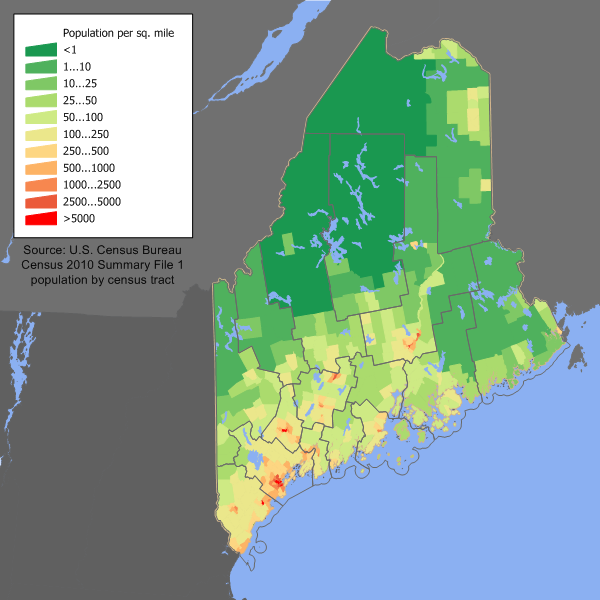
Mapa przedstawiająca gęstość zaludnienia stanu Maine

Według danych statystycznych zebranych przez United States Census Bureau, populacja stanu Maine 1 lipca 2013 roku liczyła 1 328 302 osoby i zmniejszyła się o 0,0% w porównaniu do 2010 roku. Gęstość zaludnienia wynosi 16,6 os./km², co czyni go najsłabiej zaludnionym stanem w Nowej Anglii, północno-wschodnich Stanach Zjednoczonych, na wschodnim wybrzeżu Stanów Zjednoczonych, ze wszystkich stanów usytuowanych wzdłuż Oceanu Atlantyckiego i ze wszystkich stanów usytuowanych na wschód od rzeki Missisipi.
Średnio zaludnionym obszarem w stanie Maine jest hrabstwo Kennebec położone na wschód od miasta Augusta. Najgęściej zaludnionym obszarem jest obszar metropolitarny Portland – jest zamieszkany przez ok. 40% populacji stanu Maine. Najsłabiej zaludnione są obszary położone w północnej części stanu.

### Podział rasowy
Według danych statystycznych zebranych przez United States Census Bureau w 2010 roku, 94,4% populacji stanu stanowili przedstawiciele rasy białej, 1,1% rasy czarnej lub afroamerykańskiej, 0,6% Indianie, 1,0% Azjaci, 0,1% przedstawiciele innej rasy i 1,4% przedstawiciele dwóch lub więcej ras. 1,3% populacji stanowili Hiszpanie i Latynosi.
| Kompozycja rasowa                          | 1990  | 2000  | 2010  |
| ------------------------------------------ | ----- | ----- | ----- |
| Biali                                      | 98,4% | 96,9% | 95,2% |
| Czarni                                     | 0,4%  | 0,5%  | 1,2%  |
| Azjaci                                     | 0,5%  | 0,7%  | 1,0%  |
| Indianie                                   | 0,5%  | 0,6%  | 0,6%  |
| Hawajczycy i inni mieszkańcy wysp Pacyfiku | –     | –     | –     |
| Przedstawiciele innych ras                 | 0,1%  | 0,2%  | 0,3%  |
| Przedstawiciele dwóch lub więcej ras       | –     | 1,0%  | 1,6%  |

### Pochodzenie
W 2011 roku mieszkańcy stanu Maine dzielili się na następujące narodowości:
1. 23,9% Francuzi i Amerykanie pochodzenia francuskiego
2. 21,6% Anglicy i Amerykanie pochodzenia angielskiego
3. 17,8% Irlandczycy i Amerykanie pochodzenia irlandzkiego
4. 9,4% „Amerykanie”
5. 8,5% Niemcy i Amerykanie pochodzenia niemieckiego
6. 5,8% Włosi i Amerykanie pochodzenia włoskiego
7. 5,5% Szkoci i Amerykanie pochodzenia szkockiego
8. 2,1% Polacy i Amerykanie pochodzenia polskiego
9. 1,8% Szwedzi i Amerykanie pochodzenia szwedzkiego[34]

Mieszkańcy, którzy określają się jako „Amerykanie”, są zdecydowanie angielskiego pochodzenia, jednakże mają rodowód, który zamieszkiwał ten obszar od kilkuset lat (często od XVII w.), dlatego chcą być określani po prostu jako „Amerykanie”.
Maine ma najwyższy procent populacji Amerykanów pochodzenia francuskiego spośród wszystkich stanów USA. Posiada również najwyższy odsetek populacji białej nielatynoamerykańskiej spośród wszystkich stanów – wynosi ona 94,4% całej populacji, odwołując się do danych zebranych w spisie ludności z 2010 roku. W 2011 roku 89% porodów w stanie Maine odbyło się wśród rodzin rasy białej nielatynoamerykańskiej. Maine posiada najwyższy procent populacji posługującej się na co dzień językiem francuskim; najczęściej są to emigranci przybyli z kanadyjskich prowincji Quebec (w latach 1840–1930) i Nowy Brunszwik (przed 1842 rokiem). Akadianie zamieszkujący północną część stanu Maine (zwłaszcza hrabstwo Aroostook) wciąż posługują się w swoich domach językiem francuskim, ponieważ ich krewni zamieszkują prowincję Nowy Brunszwik. Dane ze spisu powszechnego pokazują również, że Maine posiada najwyższy odsetek osób posługujących się językiem francuskim w swoim domu spośród wszystkich stanów – odsetek ten wynosi 5,28%, podczas gdy w Luizjanie odsetek ten wynosi 4,68%. Populacja francuskojęzyczna to największa mniejszość językowa w tym stanie. Według spisu ludności z 2000 roku 92,25% mieszkańców stanu Maine w wieku powyżej 5 lat posługiwało się w swoim domu wyłącznie językiem angielskim. Maine nie posiada języka urzędowego, jednak najczęściej używanym językiem jest język angielski.
Wyżej położona część doliny St. John River znajdująca się w północnej części stanu Maine była częścią nieistniejącej już Republiki Madawaska – w 1842 roku na mocy traktatu Webstera-Ashburtona została ustalona granica między USA a koloniami brytyjskimi.
Ponad jedna czwarta ludności miast Lewiston, Waterville i Biddeford to Amerykanie pochodzenia francuskiego. Większość mieszkańców regionów Mid Coast i Down East, usytuowanych wzdłuż wybrzeża stanu Maine to potomkowie Anglików przybyłych tu w XVII w. Mniej liczne grupy społeczne takie jak Amerykanie pochodzenia irlandzkiego, włoskiego i polskiego przybyły tu pod koniec XIX i XX w. podczas fal imigracyjnych.

### Religia
W badaniu przeprowadzonym przez Pew Research Center w 2014 roku respondenci określili swoją przynależność wyznaniową następująco:
- protestanci – 37%:
  - baptyści – 12%,
  - kalwini – 7%,
  - metodyści – 6%,
  - pozostali – 12% (głównie: bezdenominacyjni, zielonoświątkowcy, anglikanie i uświęceniowcy),
- niereligijni – 31% (w tym: 4% agnostycy i 2% ateiści),
- katolicy – 21%,
- mormoni – 2%,
- żydzi – 2%,
- pozostali – 7% (w tym: świadkowie Jehowy, unitarianie uniwersaliści, prawosławni, buddyści, muzułmanie, bahaiści i hinduiści[45]).

W 2010 r. Maine został nazwany przez Association of Religion Data Archives „najmniej religijnym stanem USA”.

## Gospodarka

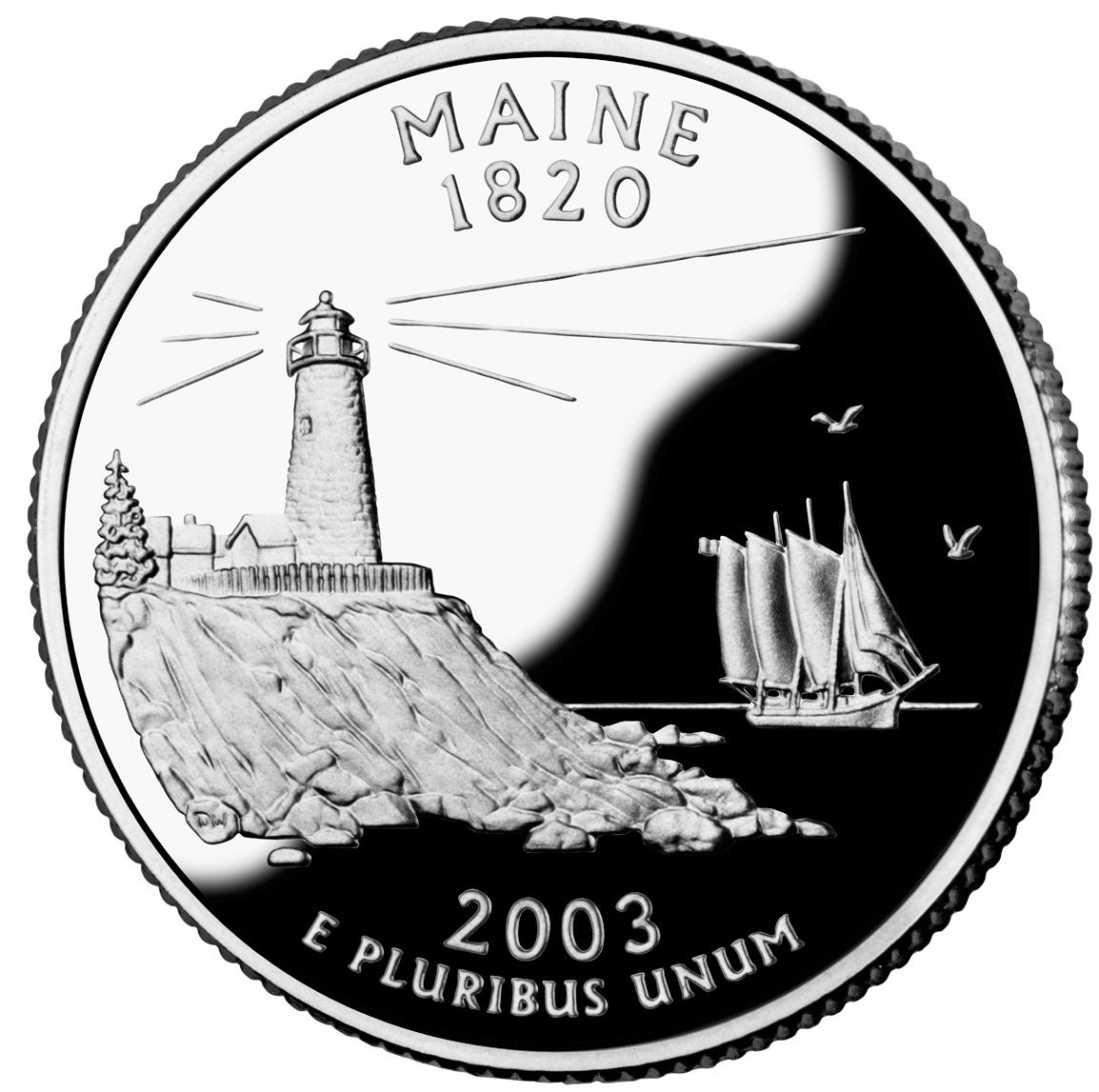
Ćwierćdolarówka stanu Maine

Według danych zebranych przez Bureau of Economic Analysis łączny produkt brutto stanu Maine w 2010 roku wynosił 50 mld dolarów. PKB per capita stanu Maine w 2007 roku wynosił 33991 dolarów (34. miejsce). Stopa bezrobocia w sierpniu 2013 roku wynosiła 7%.
Rolnictwo w stanie Maine zajmuje się hodowlą drobiu, bydła, produkcją jajek, produktów mlecznych oraz uprawą borówki, jabłek, syropu klonowego oraz cukru klonowego. Hrabstwo Aroostook jest znane z uprawy ziemniaków. Handlowe rybołówstwo, obok połowów homarów i połowów przydennych jest jedną z głównych gałęzi ekonomicznych tego stanu. Wody w zachodniej części stanu Maine są głównym źródłem produkcji wody butelkowanej.
Maine zajmuje się produkcją papieru, tarcicy, sprzętu elektronicznego, produktów spożywczych i biotechnologii, tekstyliów oraz wyrobów z drewna i skóry. W Kittery znajdują się stocznie Bath Iron Works i Portsmouth Naval Shipyard, które budują jednostki zarówno dla odbiorców wojskowych, jak i cywilnych.
W Maine znajduje się również lotnisko Brunswick Executive Airport, wcześniej działające jako lotnisko militarne Naval Air Station Brunswick, które zostało zamknięte w ramach kampanii Base Realignment and Closure mającej na celu modernizację baz wojskowych lub ich zamykanie. Była baza wojskowa została przebudowana na centrum biurowo-przemysłowe oraz nowy kampus satelitarny Southern Maine Community College.
Maine jest głównym eksporterem borówek. Największy zakład produkcyjny borówek znajdował się w Strong – produkował on ok. 20 milionów borówek dziennie. Został zamknięty w maju 2003 roku.

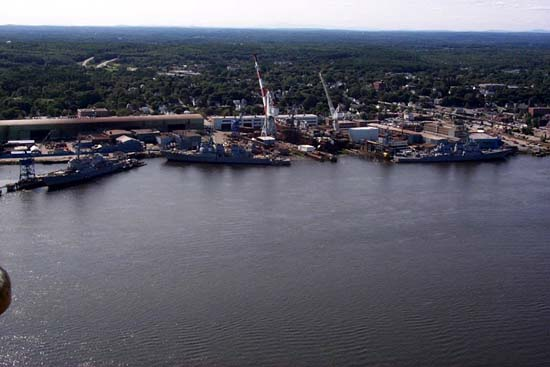
Stocznia Bath Iron Works w Kittery

Turystyka i aktywności na świeżym powietrzu odgrywają ważną i coraz większą rolę w gospodarce stanu. Maine jest popularnym miejscem ze względu na aktywności takie jak polowanie (zwłaszcza na jelenie, łosie i niedźwiedzie), wędkarstwo sportowe, jazda na skuterze śnieżnym, narciarstwo, obozowanie i wędrówki piesze.

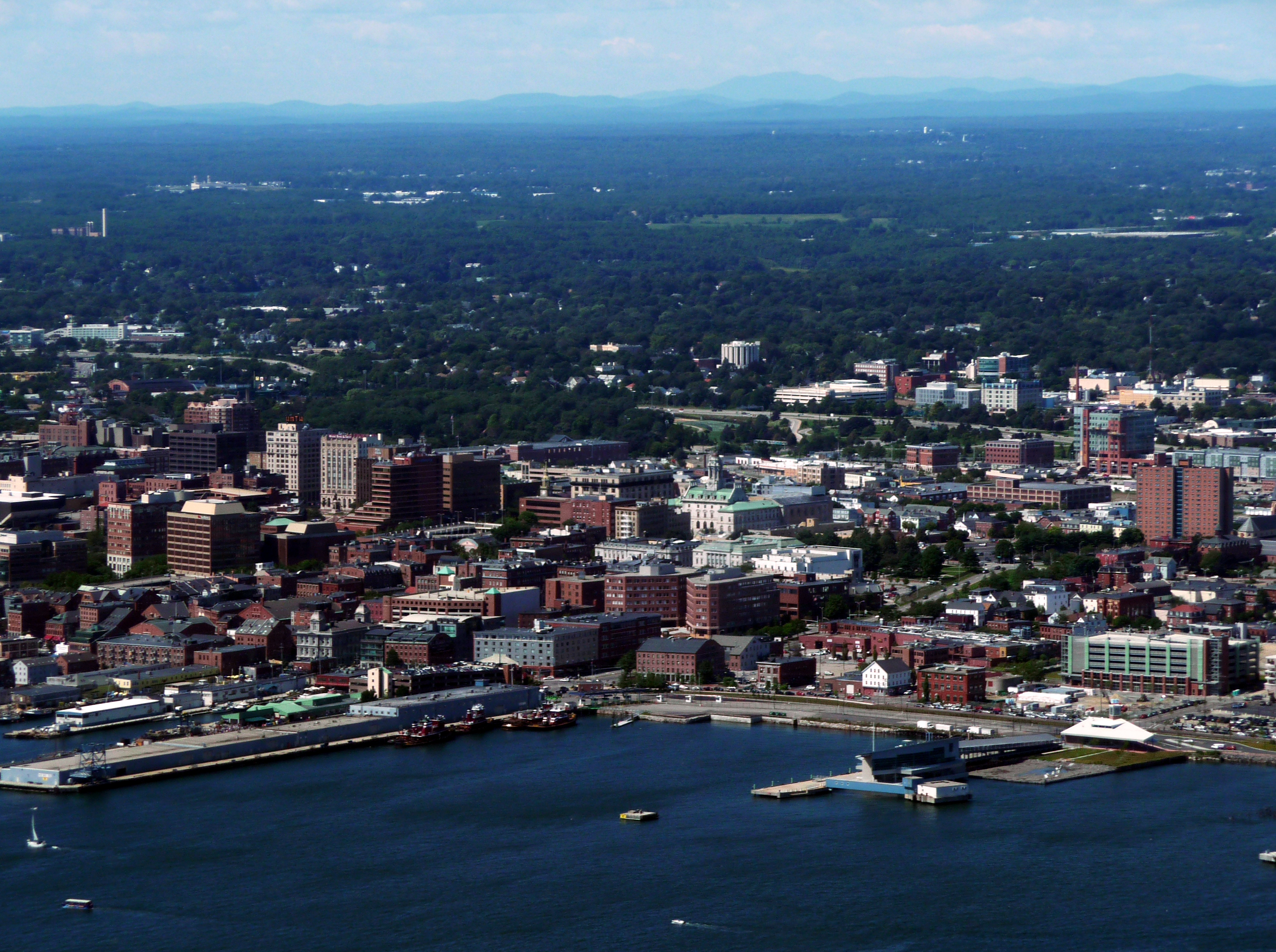
Port w Portland

Porty w stanie Maine odgrywają kluczową rolę w transporcie krajowym. W okolicach 1880 roku port wodny w Portland stał się ważnym portem wodnym dla Kanady w sezonie zimowym – jego znaczenie zmieniło się dopiero w połowie XX w., kiedy rozpoczął się szybki rozwój miasta Halifax w Nowej Szkocji. W 2001 port w Portland stał się najbardziej ruchliwym portem w Nowej Anglii (w tonażu), wyprzedzając pod tym względem port w Bostonie – pozycję tę port zawdzięcza w dużej mierze obsługiwanym tu zbiornikowcom. Portland International Jetport, największy port lotniczy w stanie Maine, jest regularnie rozbudowywany, dzięki czemu może obsługiwać coraz większy ruch lotniczy. Głównymi przewoźnikami współpracującymi z tym portem są JetBlue Airways i Southwest Airlines.
W stanie Maine działa bardzo mała liczba dużych firm. Ich liczba spadła z powodu konsolidacji i fuzji, szczególnie w przemyśle celulozowo-papierniczym. Największe przedsiębiorstwa posiadające swoją siedzibę w stanie Maine to: Fairchild Semiconductor Company w South Portland, Idexx Laboratories w Westbrook, Hannaford Brothers Company w Scarborough, Unum w Portland, TD Banknorth w Portland, L.L.Bean we Freeport oraz Cole Haan i DeLorme w Yarmouth. W Maine znajduje się również Jackson Laboratory, największa na świecie organizacja non-profit zajmująca się badaniem genetyki ssaków oraz największy na świecie dostawca genetycznie czystej krwi myszy.

### Opodatkowanie
Podatek dochodowy w stanie Maine wynosił 6,5% i 7,95% dochodu osobistego. Przed lipcem 2013 roku podatek ten wynosił 2%, 4,5%, 7% i 8,5%. Podatek obrotowy w stanie Maine wynosi 5,5%, jednakże przed 1 lipca 2015 r. ma on zostać obniżony do standardowego poziomu 5%. Oprócz tego Maine pobiera również 7% z dochodów z usług związanych z zakwaterowaniem i przygotowywaniem jedzenia oraz 10% z dochodów z krótkoterminowego wynajmu samochodów. Sprzedawcy borówek, jednego z głównych towarów eksportowych stanu Maine, muszą prowadzić rejestr swoich transakcji i płacić stanowi 1,5 centa za funt (1,5 dolara za 100 funtów) z owoców sprzedawanych w każdym sezonie. Wszystkie nieruchomości i majątki osobiste znajdujące się na terenie stanu Maine podlegają opodatkowaniu, chyba że są wyłączone z niego w ustawie. Administracja podatku od nieruchomości jest obsługiwana przez lokalnego audytora znajdującego się w danym mieście. Podatki od nieruchomości znajdujących się na terytorium niezorganizowanym płacone są stanowemu taksatorowi (ang. State Tax Assessor).

## Przemysł i bogactwa naturalne
- Rolnictwo:
  - uprawa borówki, jabłek, ziemniaków, warzyw
  - hodowla drobiu i bydła mlecznego
- Przemysł:
  - przetwórczy (owoce morza i ryby)
  - turystyczny

### Stocznie
Maine posiada długowieczną tradycję związaną z tutejszymi stoczniami. W XVIII i XIX w. Maine był domem dla wielu stoczni produkujących drewniane żaglowce. Główną rolą tych statków był transport ładunków i pasażerów do innych krajów. Jedna z tych stoczni znajdowała się w obecnym dystrykcie historycznym Pennellville Historic District w mieście Brunswick. Stocznia ta, należąca do rodziny Pennelów, była jedną z typowych w tym czasie stoczni. Swoje stocznie posiadały także rodziny Skolfields i Morses. W XVIII i XIX w. stocznie produkujące tego typu statki miały duży wpływ na gospodarkę tego stanu.
Zobacz też: Bath Iron Works i Portsmouth Naval Shipyard

## Transport

### Transport lotniczy

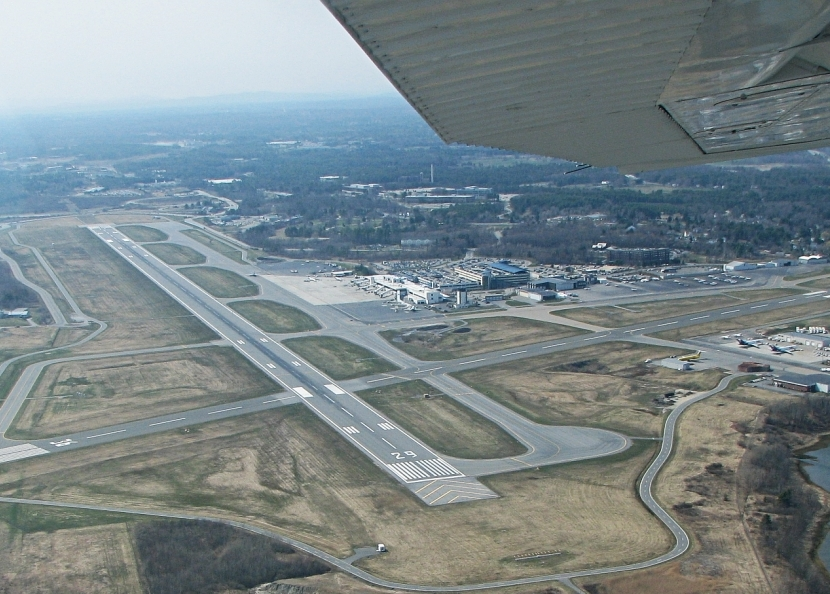
Port lotniczy Portland

W stanie Maine znajdują się dwa duże porty lotnicze, na których mogą lądować samoloty pasażerskie – port lotniczy Portland i port lotniczy Bangor. Codziennie z tych lotnisk wylatują samoloty do takich miast jak Nowy Jork, Atlanta czy Orlando. Mniejsze lotniska znajdujące się w stanie Maine są obsługiwane przez program rządu federalnego Stanów Zjednoczonych o nazwie Essential Air Service, dzięki lotniskom takim jak: port lotniczy Augusta, port lotniczy Hrabstwo Hancock-Bar Harbor, port lotniczy Knox County i port lotniczy Presque Isle. Są one obsługiwane przez samoloty pasażerskie Cessna 402s linii lotniczych Cape Air iSaab 340s linii lotniczych Penair.
Na terenie stanu znajduje się dużo mniejszych lotnisk, które są wykorzystywane przez awionetki. Jednym z takich lotnisk jest port lotniczy Eastport, który obsługuje ok. 1200 lotów rocznie.

### Transport drogowy

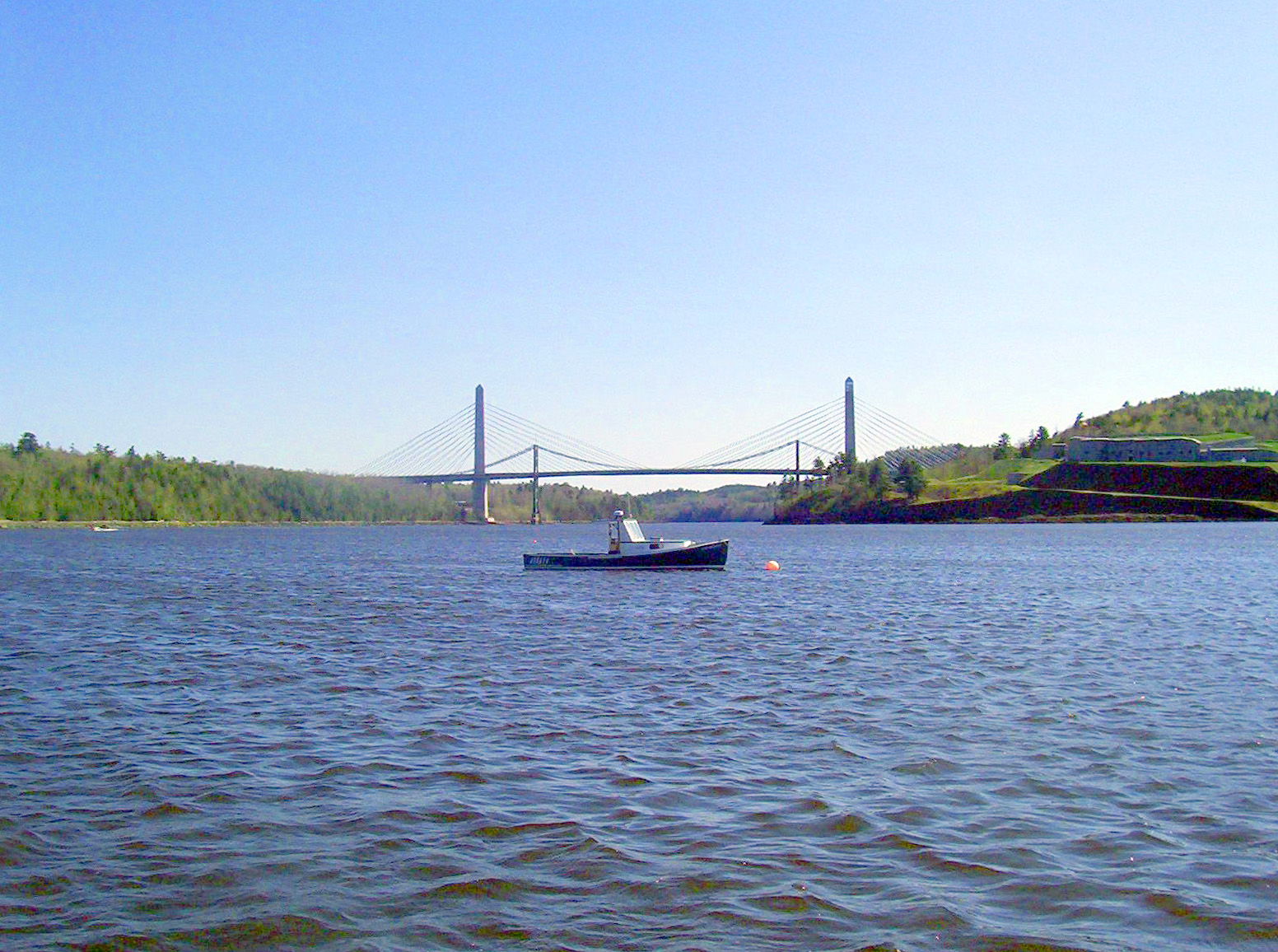
Most Penobscot Narrows Bridge, za pomocą którego drogi U.S. Route 1 i Maine State Route 3 pokonują rzekę Penobscot

Główną autostradą biegnącą przez obszar stanu Maine jest Interstate 95. Pozostałymi autostradami są jej odnogi: Interstate 295, Interstate 195, Interstate 395 oraz nieoznaczona Interstate 495. Ważną magistralą biegnącą przez obszar tego stanu jest również U.S. Route 1, która zaczyna się w Fort Kent w północnej części stanu i kończy się w Key West na Florydzie. W pobliżu granicy z kanadyjską prowincją Nowy Brunszwik, w gminie Houlton, rozpoczyna się wschodni segment magistrali U.S. Route 2, który kończy się przy skrzyżowaniu z U.S. Route 11 w Rouses Point w stanie Nowy Jork. Jej odnoga, U.S. Route 2A, łączy Old Town z Orono, jednocześnie biegnąc przez teren kampusu University of Maine. U.S. Route 201 i U.S. Route 202 również są ważnymi magistralami biegnącymi przez obszar tego stanu. Kierowcy ciężarówek i motorzyści z Prowincji Maritimes często wykorzystują drogi U.S. Route 2, Maine State Route 6 i Maine State Route 9 podczas swoich podróży w głąb Stanów Zjednoczonych lub do Kanady.

### Transport kolejowy

#### Pociągi pasażerskie
Pociągi pasażerskie Downeaster, obsługiwane przez Amtrak, oferują przewóz pasażerów między miastem Brunswick a bostońską stacją kolejową North Station, z przystankami we Freeport, Portland, Old Orchard Beach, Saco i Wells. Pociągi Downeaster odbywają pięć podróży dziennie, z czego dwie są kontynuowane w Portland, do miasta Brunswick.
Sezonowo odbywają się również podróże na linii kolejowej Brunswick – Rockland obsługiwanej przez Maine Eastern Railroad, która dzierżawi linię kolejową Rockland Branch.

#### Pociągi towarowe
Transport ładunków na terenie stanu jest obsługiwany przez Pan Am Railways (wcześniej znany jako Guilford Rail System), St. Lawrence and Atlantic Railroad, Maine Eastern Railroad, Central Maine and Quebec Railway i New Brunswick Southern Railway.

## Prawo i władze
Konstytucja stanu Maine zakłada istnienie trójpodziału władzy składającej się z władzy wykonawczej, ustawodawczej i sądowniczej. Maine posiada również trzech urzędników konstytucyjnych (sekretarz stanu, skarbnik stanu i prokurator generalny) oraz jednego urzędnika ustawowego (audytor stanowy).
Władzą ustawodawczą w stanie jest Legislatura Maine, dwuizbowy organ składający się z Izby Reprezentantów Maine (151 członków) i Senatu Maine. Ich zadaniem jest regulowanie praw w stanie Maine.
Władza wykonawcza jest odpowiedzialna za wykonywanie zadań stawianych przez Legislaturę. Kierowana jest przez gubernatora stanu Maine (obecnym gubernatorem jest Paul LePage). Gubernator wybierany jest co 4 lata i nie może służyć na tym stanowisku dłużej niż dwie kadencje. Obecnym prokuratorem generalnym stanu Maine jest Janet Mills. Tak jak w przypadku legislatur innych stanów, Legislatura Maine może przegłosować weto gubernatora na zasadzie większości głosów (jeśli co najmniej dwie trzecie głosujących z Izby Reprezentantów i Senatu nie poprze decyzji gubernatora). Maine jest jednym z siedmiu stanów, które nie posiadają stanowiska wicegubernatora.
Zobacz też: Senat Maine

## Symbole stanu
- Dewiza: Dirigo (Przewodzę)
- Symbole: sosna wejmutka, sikora, Pszczoła miodna

## Uczelnie
- Maine Maritime Academy w Castine
- University of Maine w Orono
- University of Maine at Augusta
- University of Maine at Farmington
- University of Maine at Fort Kent
- University of Maine at Machias
- University of Maine at Presque Isle
- University of New England w Biddeford
- University of Southern Maine w Gorham

## Informacje dodatkowe
- Jedną z atrakcji stanu jest Park Narodowy Acadia na wyspach Mount Desert i Isle au Haut.
- W znajdującym się w stanie Maine mieście Kennebunkport stałymi bywalcami są członkowie prezydenckiej rodziny Bush, która ma tam posiadłość.